# C/390 Q1
C/390 Q1 ist ein Komet, der im Jahr 390 mit dem bloßen Auge gesehen werden konnte. Er wird aufgrund seiner außergewöhnlichen Helligkeit zu den „Großen Kometen“ gezählt.

## Entdeckung und Beobachtung
Das genaue Entdeckungsdatum dieses Kometen ist nicht mit Sicherheit bekannt, aber obwohl es in der chinesischen Chronik Chén Shū aus dem 7. Jahrhundert einige Diskrepanzen darüber gibt, wurde der Komet als „funkelnder Stern“ vermutlich am Morgenhimmel des 22. August 390 entdeckt. Für dieses Datum ließen sich auch am besten zu den Beobachtungen passende Bahnelemente bestimmen. Zur gleichen Zeit wurde der Komet wohl auch in Korea entdeckt, aber der Text in Chungbo Munhon Pigo aus dem 18. Jahrhundert ist weniger deutlich was das Datum betrifft und berichtet nur von einem „funkelnden Stern“, der irgendwann zwischen Ende Juli und Ende August erschien.
Nach den chinesischen Angaben stand der Komet zum Zeitpunkt seiner Entdeckung im Sternbild Zwillinge und wanderte anschließend bis in den Großen Bären. Am 8. September stand er im Großen Wagen, seine Farbe war weiß und der Schweif hatte etwa 100° Länge. In China wurde der Komet zuletzt am 17. September gesehen, als er in den Bereich der zirkumpolaren Sterne eintrat.
C/390 Q1 wurde wohl auch in Europa beobachtet, aber es gibt nur ungenaue Zeitangaben dazu. Der oströmische Historiker Philostorgios schrieb im Jahre 425 so ausführlich in seiner Ekklesiastike Historia darüber, dass es sich mit hoher Wahrscheinlichkeit um denselben Kometen handelte, über den die Chinesen berichteten. Er beschrieb ihn als „einen neuen und seltsamen Stern… der die Ankunft sehr großer Katastrophen in der Welt ankündigte“. Er wurde erstmals „um Mitternacht im Osten“ gesehen und war „groß und hell und von einer kaum geringeren Leuchtkraft als der Morgenstern“. Der Komet soll ein diffuses Erscheinungsbild angenommen haben und es soll ausgesehen haben, als ob sich „Sterne von allen Seiten um ihn scharten wie ein Schwarm von Bienen“. Danach habe sich „das Licht aller dieser Sterne vereinigt“ und der Komet wäre erschienen wie ein „großes und schreckliches“ Schwert mit zweischneidiger Klinge, wobei der zuerst erschienene Stern im Griff des Schwertes stand und ein Lichtstrahl wie eine „Wurzel“ durch die Klinge schoss. Der Komet sei anschließend langsam in den Norden gewandert und hätte dabei einen leichten Bogen nach links beschrieben. Nach 40 Tagen sei er im Sternbild Großer Bär wieder verschwunden.
Der oströmische Historiker Marcellinus Comes berichtete in seinem Chronicon aus dem 6. Jahrhundert vom Erscheinen eines Kometen sowohl im Jahr 389 als auch im Jahr 390, aber wahrscheinlich beziehen sich beide Berichte auf dasselbe Ereignis:

“(389) II. Timasii et Promoti. […] Stella a septentrione gallicinio surgens et in modum luciferi ardens potius quam splendens apparuit, vicensimo sexto die esse desiit. […]
(390) III. Valentiniani Aug. IIII et Neoterii. Signum in caelo quasi columna pendens ardensque per dies triginta apparuit.”

„[Indiktion] II. [Konsulat des] Timasius und des Promotus. […] Ein Stern erhob sich im Norden zur Stunde des Hahnenschreis, wie der Morgenstern erschien er mehr brennend als leuchtend, und verschwand wieder nach 26 Tagen. […]
[Indiktion] III. [Konsulat des] Valentinian Aug. IV und des Neoterius. Ein Zeichen am Himmel wie eine hängende und brennende Säule erschien während 30 Tagen.“

Es gibt noch weitere Berichte von europäischen Beobachtungen, die entweder das Jahr 389 oder 390, aber ansonsten keine Einzelheiten angeben, nur der Text Fasti Vindobonenses, im Original aus dem 6. Jahrhundert, nennt zusätzlich noch eine Zeitdauer der Erscheinung von 30 Tagen.
Der Komet erreichte um den 18. August eine Helligkeit von −1 mag.

## Umlaufbahn
Für den Kometen konnte von Hasegawa aus drei Beobachtungen über 26 Tage nur eine sehr unsichere parabolische Umlaufbahn bestimmt werden, die um rund 36 Grad gegen die Ekliptik geneigt ist. Im sonnennächsten Punkt der Bahn (Perihel), den der Komet demnach um den 5. September 390 durchlaufen hat, befand er sich mit etwa 138 Mio. km Sonnenabstand knapp innerhalb der Umlaufbahn der Erde. Bereits um den 18. August könnte er der Erde bis auf etwa 15 Mio. km (0,10 AE) nahegekommen sein, womit er zu den 32 der Erde in historischer Zeit am nächsten gekommenen Kometen zählen würde.
Die Bewegung des Kometen war dabei derart, dass er über einen längeren Zeitraum von einigen Wochen mit der Erde wanderte und nicht nur rasch vorbeiflog, wie die meisten anderen Kometen, die der Erde sehr nahekommen. Diese große Erdnähe könnte einerseits der Grund für seine beobachtete Helligkeit gewesen sein, andererseits könnte er auch, wie die zeitgenössischen Berichte nahelegen, einen starken Helligkeitsausbruch erlebt haben.
Aufgrund der unsicheren Ausgangsdaten kann keine Aussage darüber getroffen werden, ob und gegebenenfalls wann der Komet in das innere Sonnensystem zurückkehren könnte.